# Simeuluedwergooruil
De simeuluedwergooruil (Otus umbra) is een vogelsoort uit de familie van de strigidae (uilen).

## Verspreiding en leefgebied
Deze soort is endemisch op het eiland Simeulue voor de kust van het Indonesische eiland Sumatra.